# Steyr SL 12H 210
Der Steyr SL 12H 210 ist der zweite Einheitsbus in der österreichischen Omnibusgeschichte nach dem ET 13 von 1912.
Einzige Motorvariante war der Saurer 4F-Motor mit sechs Zylindern und 154 kW (210 PS) sowie 10 l Hubraum. Zudem wurde ein Achtgang-Getriebe mit elektropneumatischer Splittung verbaut.

## Abnehmer
Die ersten sechs Prototypen wurden 1968 noch unter der Bezeichnung Saurer 5 SH 4 F-OLL gebaut. Bei der Post trugen sie die Kennzeichen PT 11.278 – PT 11.283 und wurden erstmals von Februar bis April 1968 zugelassen. Die Karosserie im Dachbereich und der Kühlergrill waren bei diesen Prototypen noch deutlich runder ausgeführt. 
Die Serienfahrzeuge folgten auf Basis der Karosserie des Gräf & Stift OLH 150/53/4 von 1970 bis 1978. Nur der Kühlergrill und die Scheinwerfer wurden tiefer angeordnet. Die ersten 42 Serienfahrzeuge für die Post wurden mit den Kennzeichen PT 11.890 – PT 11.931 von Mai 1970 bis April 1971 noch unter der Bezeichnung Saurer SL 12H 210 ausgeliefert, obwohl die österreichischen Saurer Werke bereits 1970 von der Steyr-Daimler-Puch AG übernommen wurden. Einige hundert Fahrzeuge wurden auch mit identischem Aufbau von der ÖAF Gräf & Stift AG karossiert. Diese wurden vorne und hinten mit Steyr Gräf beschriftet. Auch die ÖBB erhielten mehrere hundert Fahrzeuge.
Die Auslieferungen endeten bei der Post im Jänner 1978 mit PT 12.841. Etwa 1175 Busse wurden an Post und Bahn geliefert. Dazu kommen noch Lizenzbauten und Reisebusvarianten.
Allein die Post hat insgesamt 949 SL12 erhalten. An die Bahn wurden im selben Zeitraum etwa 226 Fahrzeuge geliefert (Kennzeichen ca. BB 7.774-BB 7.999). Damit ist der SL12 bis heute der meistverkaufte österreichische Omnibus aller Zeiten.

Die Lieferungen an die österreichische Post folgte auf folgende Baujahre verteilt:
| Jahr           | 1968 | 1970 | 1971 | 1972 | 1973 | 1974 | 1975 | 1976 | 1977 | 1978 |
| Auslieferungen | 6    | 33   | 53   | 94   | 132  | 117  | 146  | 138  | 144  | 13   |

## Varianten
Es gab auch die Linienbusvarianten SL 10H 210 und SL 11H 210 mit 10 m  bzw. 11 m Länge.
Außerdem gab es die Reisebusvarianten SIR 11H 210 und SIR 12H 210, die mit Ikarus Aufbau von 1969 bis 1975 gefertigt wurden.

## Vorgänger und Nachfolger
Vorgänger des SL 12H 210 war der Steyr-Saurer 4SHFN-OL und der Gräf & Stift OLH 150/53/4.
Nachfolger des SL 12H 210 war der Steyr-Mercedes SML 14H 256 sowie der Gräf & Stift GSL 240/60 (ab 1978 GSÜH 240 M12).

## Verbleib
In Deutschland ist kein original erhaltener SL12H210 bekannt, lediglich vereinzelte Wohnbusse existieren noch.
In Baden-Württemberg ist etwa PT 12.630, Baujahr 1976, als Wohnbus angemeldet.

Bis Schleswig-Holstein hat es PT 12.604 geschafft.

Mit Stand November 2017 ist PT 12.604 nun auch in Baden-Württemberg.

Philis Welten betreibt mit PT 12.390 (später BB 7.797) in der blauen Europabuslackierung der ÖBB Oldtimerverkehr.
Ein Sammler in Oberösterreich hat einen SL 10 H 210 (PT 12.806) in postcreme abgemeldet hinterstellt. Es dürfte sich hier um das letzte existierende Exemplar der Kurzvariante handeln. Bei Gschwindl Reisen befindet sich ein weiterer SL 12 H 210 Postbus (PT 12.821) in der Lackierung postcreme. Das Fahrzeug war zuvor als BB 7.777 bei der ÖBB Strassennostalgie angemeldet.
Als Traktor Pulling Racing Transporter (ex. PT 12.756) existiert heute auch noch ein SL 12 H 210 bei teambastard.at in Österreich.
In Hafnerbach (NÖ) ist ebenfalls noch ein Stück als Wohnbus im Einsatz (ex. PT 12.710).

Im Gegensatz zu der sehr beliebten und verbreiteten Nachfolgetype Steyr-Mercedes SML 14H 256 sind vom Steyr SL 12H 210 außerhalb Österreichs und Deutschlands nur sehr wenige weitere überlebende Exemplare am Balkan bekannt. Mit ein Grund ist, das zum Zeitpunkt des Ausscheidens aus dem aktiven Dienst bei Post und Bahn, zwischen 1980 und 1989, der Eiserne Vorhang noch nicht gefallen war. So verblieben die meisten Exemplare bei lokalen Schrotthändlern oder wurden einer nachrangigen Nutzung zugeführt.
Es gibt nur sehr wenige Exemplare des Steyr SL 12H 210, die nach dem Ausscheiden bei Bahn und Post weiterhin als Linienbus eingesetzt wurden. Dies lag auch daran, dass zwischen 1980 und 1989 der Überlandlinienverkehr in Österreich noch weitestgehend staatlich organisiert war.